# Zornia
Zornia es un género de plantas con flores con 143 especies perteneciente a la familia Fabaceae.

## Especies seleccionadas
- Zornia albiflora Mohlenbr.
- Zornia bracteata J. F. Gmel.
- Zornia brasiliensis Vogel
- Zornia capensis
- Zornia cearensis Huber
- Zornia contorta Mohlenbr.
- Zornia crinita (Mohlenbr.) Vanni
- Zornia curvata Mohlenbr.
- Zornia diphylla (L.) Pers.
- Zornia dyctiocarpa DC.

- Zornia dyctiocarpa var. dyctiocarpa
- Zornia dyctiocarpa var. filifolia (Domin) S. T. Reynolds & A. E. Holland

- Zornia echinocarpa (Moric. ex Meisn.) Benth.
- Zornia fimbriata Mohlenbr.
- Zornia gemella Vogel
- Zornia gibbosa Span.
- Zornia glabra Desv.
- Zornia glochidiata Rchb. ex DC.
- Zornia guanipensis Pittier
- Zornia herbacea Pittier
- Zornia latifolia Sm.

- Zornia latifolia subsp. latifolia

- Zornia linearis E. Mey.
- Zornia milneana Mohlenbr.
- Zornia muelleriana Mohlenbr.
- Zornia muriculata Mohlenbr.
- Zornia myriadena Benth.
- Zornia orbiculata Mohlenbr.
- Zornia ovata Vogel
- Zornia piurensis Mohlenbr.
- Zornia pratensis Milne-Redh.

- Zornia pratensis subsp. barbata J. Léonard & Milne-Redh.
- Zornia pratensis subsp. pratensis
- Zornia pratensis var. glabrior Milne-Redh.
- Zornia pratensis var. pratensis

- Zornia setosa Baker f.

- Zornia setosa subsp. setosa

- Zornia tenuifolia Moric.
- Zornia trachycarpa Vogel